# 奥斯塔纳
奥斯塔纳（義大利語：Ostana），是意大利库内奥省的一个市镇。总面积16平方公里，人口79人，人口密度4.9人/平方公里（2009年）。ISTAT代码为004156。